# 27 nivôse
27 frimaire 27 pluviôse
Le septidi 27 nivôse, officiellement dénommé jour du plomb, est le 117e jour de l'année du calendrier républicain.
C'était généralement le 16e jour du mois de janvier dans le calendrier grégorien.